# British Academy Film Award du meilleur nouveau scénariste, réalisateur ou producteur britannique
Le British Academy Film Award du meilleur nouveau scénariste, réalisateur ou producteur britannique (British Academy Film Award for Outstanding Debut by a British Writer, Director or Producer) est une récompense cinématographique britannique décernée depuis 1953 par la British Academy of Film and Television Arts (BAFTA) lors de la cérémonie annuelle des British Academy Film Awards.
Elle a été nommée « Carl Foreman Award » de 1999 à 2009.

## Introduction
De 1953 à 1960, la catégorie est appelée « British Academy Film Award du meilleur nouveau venu au cinéma » et récompenses les jeunes acteurs et actrices. Renommée  « British Academy Film Award du meilleur nouveau venu dans un rôle principal » (Most Promising Newcomer to Leading Film Role) en 1961, elle est supprimée en 1985, mais est réintroduite en 2004 sous le nom de Rising Star Award.
En 1999, la catégorie est renommée « Carl Foreman Award du nouveau venu le plus prometteur » (Carl Foreman Award for the Most Promising Newcomer). Récompensant les jeunes espoirs britanniques (réalisateurs, scénaristes ou producteurs) pour leur réussite dans un premier film britannique, elle vaut à son bénéficiaire un chèque de 10 000 £.
En 2010, elle est finalement intitulée « Meilleur nouveau scénariste, réalisateur ou producteur britannique ».

## Palmarès
Note : les gagnants sont indiqués en gras. Les années indiquées sont celles au cours desquelles la cérémonie a eu lieu, soit l'année suivant leur sortie en salles (au Royaume-Uni).

### Années 1950
De 1953 à 1960 : Nouveau venu le plus prometteur au cinéma.
- 1953 : Claire Bloom pour le rôle de Terry dans Les Feux de la rampe (Limelight)
  - Dorothy Alison pour le rôle de Miss Stockton dans Mandy
  - Mandy Miller pour le rôle de Mandy Garland dans Mandy
  - Dorothy Tutin pour le rôle de Cecily Cardew dans Il importe d'être Constant (The Importance of Being Earnest)
- 1954 : Norman Wisdom pour le rôle de Norman dans Le Roi de la pagaille (Trouble in Store)
  - Colette Marchand pour le rôle de Marie Charlet dans Moulin Rouge
- 1955 : David Kossoff pour le rôle de Geza Szobek dans Évasion (The Young Lovers)
  - Eva Marie Saint pour le rôle d'Edie Doyle dans Sur les quais (On the Waterfront)
  - Maggie McNamara pour le rôle de Patty O'Neill dans La Lune était bleue (The Moon Is Blue)
- 1956 : Paul Scofield pour le rôle du roi Philippe II d'Espagne dans La Princesse d'Eboli (That Lady)
  - Jo Van Fleet pour le rôle de Kate dans À l'est d'Éden (East of Eden)
- 1957 : Eli Wallach pour le rôle de Silva Vacarro dans Baby Doll
  - Don Murray pour le rôle de Beauregard "Bo" Decker dans Arrêt d'autobus (Bus Stop)
  - Elizabeth Wilson pour le rôle de Marge Fleming dans Patterns
  - Susan Strasberg pour le rôle de Millie Owens dans Picnic
  - Stephen Boyd pour le rôle de Patrick O'Reilly dans L'Homme qui n'a jamais existé (The Man Who Never Was)
- 1958 : Eric Barker pour le rôle d'Alec Blair dans Ce sacré z'héros (Brothers in Law)
  - Mylène Demongeot pour le rôle d'Abigail Williams dans Les Sorcières de Salem
  - James MacArthur pour le rôle d'Harold James "Hal" Ditmar dans Mon père, cet étranger (The Young Stranger)
  - Elvi Hale pour le rôle d'Ann dans Un yacht nommé Tortue (True as a Turtle)
  - Keith Michell pour le rôle d'Harry Bell dans Un yacht nommé Tortue (True as a Turtle)
- 1959 : Paul Massie pour le rôle de Gene Summers dans Ordres d'exécution (Orders to Kill)
  - Gwen Verdon pour le rôle de Lola dans Cette satanée Lola (Damn Yankees!)
  - Teresa Izewska pour le rôle de Stokrotka dans Ils aimaient la vie (Kanał)
  - Maggie Smith pour le rôle de Bridget Howard dans Nowhere to Go
  - Mary Peach pour le rôle de June Samson dans Les Chemins de la haute ville (Room at the Top)
  - Red Buttons pour le rôle de Joe Kelly dans Sayonara

### Années 1960
- 1960 : Hayley Mills pour le rôle de Gillie dans Les Yeux du témoin (Tiger Bay)
  - Joseph N. Welch pour le rôle du juge Weaver dans Autopsie d'un meurtre (Anatomy of a Murder)
  - Liz Fraser pour le rôle de Cynthia Kite dans Après moi le déluge (I'm All Right Jack)
  - Gerry Duggan (en) pour le rôle de Pat Fulton dans L'Île des réprouvés (The Siege of Pinchgut)

De 1961 à 1985 : Nouveau venu le plus prometteur dans un rôle principal au cinéma.
- 1961 : Albert Finney pour le rôle d'Arthur Seaton dans Samedi soir, dimanche matin (Saturday Night and Sunday Morning)
  - Billie Whitelaw pour le rôle de Chloe Hawkins dans Un homme pour le bagne (Hell Is a City)
  - George Peppard pour le rôle de Raphael Copley dans Celui par qui le scandale arrive (Home from the Hill)
  - Jean-Pierre Léaud pour le rôle d'Antoine Doinel dans Les Quatre Cents Coups
  - Lelia Goldoni pour le rôle de Lelia dans Shadows
  - Anthony Ray pour le rôle de Tony dans Shadows
  - Joan Plowright pour le rôle de Jean Rice dans Le Cabotin (The Entertainer)
- 1962 : Rita Tushingham pour le rôle de Jo dans Un goût de miel (A Taste of Honey)
  - Murray Melvin pour le rôle de Geoffrey Ingham dans Un goût de miel (A Taste of Honey)
  - Tony Hancock pour le rôle d'Anthony Hancock dans The Rebel
- 1963 : Tom Courtenay pour le rôle de Colin Smith dans La Solitude du coureur de fond (The Loneliness of the Long Distance Runner
  - Terence Stamp pour le rôle de Billy Budd dans Billy Budd
  - Ian Hendry pour le rôle d'Albert dans Live Now - Pay Later
  - Mariette Hartley pour le rôle d'Elsa Knudsen dans Coups de feu dans la Sierra (Ride the High Country)
  - Sarah Miles pour le rôle de Shirley Taylor dans Le Verdict (Term of Trial)
- 1964 : James Fox pour le rôle de Tony dans The Servant
  - Keir Dullea pour le rôle de David Clemens dans David et Lisa (David and Lisa)
  - Janet Margolin pour le rôle de Lisa Brandt dans David et Lisa (David and Lisa)
  - Wendy Craig pour le rôle de Susan dans The Servant
- 1965 : Julie Andrews pour le rôle de Mary Poppins dans Marry Poppins
  - John Lennon, Paul McCartney, George Harrison et Ringo Starr dans leurs propres rôles dans A Hard Day's Night
  - Lynn Redgrave pour le rôle de Baba Brennan dans La Fille aux yeux verts (Girl with Green Eyes)
  - Elizabeth Ashley pour le rôle de Monica Winthrop dans Les Ambitieux (The Carpetbaggers)
- 1966 : Judi Dench pour le rôle de l'épouse dans Quatre Heures du matin
  - Tom Nardini pour le rôle de Jackson Two-Bears dans Cat Ballou
  - Barbara Ferris pour le rôle de Dinah dans Sauve qui peut (Catch Us If You Can)
  - Michael Crawford pour le rôle de Colin dans Le Knack... et comment l'avoir (The Knack...and How to Get It)
- 1967 : Vivien Merchant pour le rôle de Lily dans Alfie le dragueur (Alfie)
  - Frank Finlay pour le rôle d'Iago dans Othello
  - Jeremy Kemp pour le rôle du Lieutenant Willi von Klugermann dans Le Crépuscule des aigles (The Blue Max)
  - Alan Arkin pour le rôle du Lieutenant Rozanov dans Les Russes arrivent (The Russians Are Coming the Russians Are Coming)
- 1968 :  (ex æquo)
- Faye Dunaway pour le rôle de Bonnie Parker dans Bonnie et Clyde (Bonnie and Clyde) et pour le rôle de Lou McDowell dans Que vienne la nuit (Hurry Sundown)
- Michael J. Pollard pour le rôle de C. W. Moss dans Bonnie et Clyde (Bonnie and Clyde)
  - Milo O'Shea pour le rôle de Leopold Bloom dans Ulysses
  - Peter Kastner pour le rôle de Bernard Chanticleer dans Big Boy (You're a Big Boy Now)
- 1969 : Dustin Hoffman pour le rôle de Benjamin Braddock dans Le Lauréat (The Graduate)
  - Pia Degermark pour le rôle d'Hedvig 'Elvira' Madigan dans Elvira Madigan
  - Jack Wild pour le rôle de The Artful Dodger dans Oliver ! (Oliver!)
  - Katharine Ross pour le rôle d'Elaine Robinson dans Le Lauréat (The Graduate)

### Années 1970
- 1970 : Jon Voight pour le rôle de Joe Buck dans Macadam cow-boy (Midnight Cowboy
  - Ali MacGraw pour le rôle de Brenda Patimkin dans Goodbye Columbus (Goodbye, Columbus)
  - Kim Darby pour le rôle de Mattie Ross dans Cent dollars pour un shérif (True Grit)
  - Jennie Linden pour le rôle d'Ursula Brangwen dans Love (Women in Love)
- 1971 : David Bradley pour le rôle de Billy dans Kes
  - Sally Thomsett pour le rôle de Phyllis Waterbury dans The Railway Children
  - Liza Minnelli pour le rôle de 'Pookie' Adams dans Pookie (The Sterile Cuckoo)
  - Michael Sarrazin pour le rôle de Robert dans On achève bien les chevaux (They Shoot Horses, Don't They?)
- 1972 : Dominic Guard pour le rôle de 'Leo' Colston dans Le Messager (The Go-Between)
  - Carrie Snodgress pour le rôle de Tina Balser dans Journal intime d'une femme mariée (Diary of a Mad Housewife)
  - Janet Suzman pour le rôle de la tsarine Alexandra dans Nicolas et Alexandra (Nicholas and Alexandra)
  - Gary Grimes pour le rôle d'Hermie dans Un été 42 (Summer of '42)
- 1973 : Joel Grey pour le rôle du maître de cérémonie dans Cabaret
  - Bud Cort pour le rôle d'Harold Chasen dans Harold et Maude (Harold and Maude)
  - Al Pacino pour le rôle de Michael Corleone dans Le Parrain (The Godfather)
  - Simon Ward pour le rôle de Winston Churchill dans Les Griffes du lion (Young Winston)
- 1974 : Peter Egan pour le rôle de Cantrip dans La Méprise (The Hireling)
  - Jim Dale pour le rôle de Spike Milligan dans Adolf Hitler - My Part in His Downfall
  - Kris Kristofferson pour le rôle de William H. Bonney (Billy the Kid) dans Pat Garrett et Billy le Kid (Pat Garrett & Billy the Kid)
  - David Essex pour le rôle de Jim Maclaine dans That'll Be the Day
- 1975 : Georgina Hale pour le rôle d'Alma Mahler dans Mahler
  - Sissy Spacek pour le rôle d'Holly dans La Balade sauvage (Badlands)
  - Cleavon Little pour le rôle de Bart dans Le shérif est en prison (Blazing Saddles)
- 1976 : Valerie Perrine pour le rôle de Lenny Bruce dans Lenny
  - Alfred Lutter pour le rôle de Tommy Hyatt dans Alice n'est plus ici (Alice Doesn't Live Here Anymore)
  - Lily Tomlin pour le rôle de Linnea Reese dans Nashville
  - Robert De Niro pour le rôle de Vito Corleone dans Le Parrain 2 (The Godfather: Part II)
- 1977 : Jodie Foster pour le rôle de Tallulah dans Bugsy Malone et pour le rôle d'Iris Steensma dans Taxi Driver
- 1978 : Isabelle Huppert pour le rôle de Béatrice dans La Dentellière
  - Olimpia Carlisi pour le rôle d'Adriana dans Le Milieu du monde
  - Saverio Marconi pour le rôle de Gavino dans Padre padrone
  - Jeannette Clift pour le rôle de Corrie ten Boom dans The Hiding Place
- 1979 : Christopher Reeve pour le rôle de Superman dans Superman
  - Melanie Mayron pour le rôle de Susan Weinblatt dans Girlfriends
  - Mary Beth Hurt pour le rôle de Joey dans Intérieurs (Interiors)
  - Brad Davis pour le rôle de Billy Hayes dans Midnight Express

### Années 1980
- 1980 : (ex æquo) Dennis Christopher pour le rôle de Mike dans La Bande des quatre (Breaking Away) et Gary Busey pour le rôle de Buddy Holly dans The Buddy Holly Story
  - Sigourney Weaver pour le rôle d'Ellen Ripley dans Alien - Le huitième passager (Alien)
  - Ray Winstone pour le rôle de Steve dans That Summer
- 1981 : Judy Davis pour le rôle de Sybylla Melvyn dans My Brilliant Career
  - Sonia Braga pour le rôle de Dona Flor dans Dona Flor et ses deux maris (Dona Flor e Seus Dois Maridos)
  - John Gordon Sinclair pour le rôle de Gregory dans Une fille pour Gregory (Gregory's Girl)
  - Debra Winger pour le rôle de Sissy dans Urban Cowboy
- 1982 : Joe Pesci pour le rôle de Joey La Motta dans Raging Bull
  - Timothy Hutton pour le rôle de Conrad Jarrett dans Des gens comme les autres (Ordinary People)
  - Cathy Moriarty pour le rôle de Vickie La Motta dans Raging Bull
  - Klaus Maria Brandauer pour le rôle de Hendrik Hoefgen dans Mephisto
- 1983 : Ben Kingsley pour le rôle de Gandhi dans Gandhi
  - Kathleen Turner pour le rôle de Matty Walker dans La Fièvre au corps (Body Heat)
  - Drew Barrymore pour le rôle de Gertie dans E.T. l'extra-terrestre (E.T. the Extra-Terrestrial)
  - Henry Thomas pour le rôle d'Elliott dans E.T. l'extra-terrestre (E.T. the Extra-Terrestrial)
- 1984 : Phyllis Logan pour le rôle de Janie dans Les Cœurs captifs (Another Time, Another Place)
  - Julie Walters pour le rôle de Rita dans L'Éducation de Rita (Educating Rita)
  - Greta Scacchi pour le rôle d'Olivia Rivers dans Chaleur et Poussière (Heat and Dust)
  - Kevin Kline pour le rôle de Nathan Landau dans Le Choix de Sophie (Sophie's Choice)
- 1985 : Haing S. Ngor pour le rôle de Dith Pran dans La Déchirure (The Killing Fields)
  - Tim Roth pour le rôle de Myron dans The Hit
  - John Lynch pour le rôle de Cal dans Cal
  - Rupert Everett pour le rôle de Guy Bennett dans Another Country : Histoire d'une trahison (Another Country)

Fin de la catégorie Nouveau venu le plus prometteur dans un rôle principal au cinéma : cette récompense a été réintégrée dans la cérémonie en 2004 sous le nom de Rising Star Award.

### Années 1990
De 1999 à 2009 : Carl Foreman Award du nouveau venu le plus prometteur ou « Carl Foreman Award » (récompense les réalisateurs, scénaristes et producteurs).
- 1999 : Richard Kwietniowski (Réalisateur) – Amour et mort à Long Island (Love and Death on Long Island)
  - Sandra Goldbacher (Réalisateur) - The Governess
  - Shane Meadows (Réalisateur) - 24 heures sur 24
  - Matthew Vaughn (Réalisateur) - Arnaques, Crimes et Botanique (Lock, Stock and Two Smoking Barrels)

### Années 2000
- 2000 : Lynne Ramsay (Réalisatrice) – Ratcatcher
  - Ayub Khan-Din (Scénariste) – Fish and Chips (East Is East)
  - Justin Kerrigan (Réalisateur) – Human Traffic
  - Kirk Jones (Réalisateur) – Vieilles Canailles (Waking Ned)
- 2001 : Pawel Pawlikowski (Réalisateur / Scénariste) – The Last Resort (Last Resort)
  - Stephen Daldry (Réalisateur) – Billy Elliot
  - Lee Hall (Scénariste) – Billy Elliot
  - Mark Crowdy (Producteur / Scénariste) – Saving Grace
  - Simon Cellan Jones (Réalisateur) – Some Voices
- 2002 : Joel Hopkins (Réalisateur) et Nicola Usborne (Producteur) – Jump Tomorrow
  - Julian Fellowes (Scénariste) – Gosford Park
  - Jack Lothian (Scénariste) – Shopping de nuit -Late Night Shopping)
  - Richard Parry (Réalisateur / Coscénariste) – South West 9
  - Ruth Kenley-Letts (Producteur) – Une star dans la mafia (Strictly Sinatra)
  - Steve Coogan et Henry Normal (Scénaristes) – The Parole Officer
- 2003 : Asif Kapadia (Réalisateur / Coscénariste) – The Warrior
  - Duncan Roy (Réalisateur / Scénariste) – AKA
  - Simon Bent (Scénariste) – Christie Malry's Own Double-Entry
  - Lucy Darwin (Productrice) – Lost in La Mancha
- 2004 : Emily Young (Réalisatrice / Scénariste) – Kiss of Life
  - Sergio Casci (Scénariste) – American Cousins
  - Peter Webber (Réalisateur) – La Jeune Fille à la perle (Girl with a Pearl Earring)
  - Jenny Mayhew (Scénariste) – To Kill a King
- 2005 : Amma Asante (Réalisateur / scénariste) – A Way of Life
  - Andrea Gibb (Scénariste) – AfterLife
  - Shona Auerbach (Réalisateur) – Dear Frankie
  - Matthew Vaughn (Réalisateur) – Layer Cake
  - Nira Park (Réalisateur) – Shaun of the Dead
- 2006 : Joe Wright (Réalisateur) – Orgueil et Préjugés (Pride & Prejudice)
  - Richard Hawkins (Réalisateur) – Everything
  - Annie Griffin (Réalisateur / Scénariste) – Festival
  - David Belton (Producteur) – Shooting Dogs
  - Peter Fudakowski (Producteur) – Mon nom est Tsotsi (Tsotsi)
- 2007 : Andrea Arnold (Réalisatrice) – Red Road
  - Gary Tarn (Réalisateur) – Black Sun
  - Paul Andrew Williams (Réalisateur) – London to Brighton
  - Julian Gilbey (Réalisateur) – Rollin' with the Nines
  - Christine Langan (en) (Producteur) – Pierrepoint
- 2008 : Matt Greenhalgh (Scénariste) – Control
  - Chris Atkins (Réalisateur / Scénariste) – Taking Liberties
  - Mia Bays (Producteur) – Scott Walker: 30 Century Man
  - Sarah Gavron (Réalisateur) – Brick Lane
  - Andrew Piddington (Réalisateur / Scénariste) – The Killing of John Lennon
- 2009 : Steve McQueen (Réalisateur / Scénariste) – Hunger
  - Judy Craymer (Productrice) – Mamma Mia !
  - Simon Chinn (Producteur) – Le Funambule (Man on Wire)
  - Sol Papadopoulos et Roy Boulter (Producteurs) – Of Time and the City
  - Garth Jennings (Scénariste) – Le Fils de Rambow (Son of Rambow)

### Années 2010
Depuis 2010 : Meilleur nouveau scénariste, réalisateur ou producteur britannique.
- 2010 : Duncan Jones (Réalisateur) – Moon
  - Lucy Bailey, Andrew Thompson, Elizabeth Morgan Hemlock et David Pearson (Réalisateurs / Producteurs) – Mugabe et l'Africain Blanc (Mugabe and the White African)
  - Eran Creevy (Réalisateur / Scénariste) – Shifty
  - Stuart Hazeldine (Réalisateur / Scénariste) – Exam
  - Sam Taylor-Wood (Réalisateur) – Nowhere Boy
- 2011 : Chris Morris (Réalisateur / Scénariste) – We Are Four Lions (Four Lions)
  - Clio Barnard (Réalisatrice) et Tracy O’Riordan (Productrice) – The Arbor
  - Banksy (Réalisateur) et Jaimie D’Cruz (Producteur) – Faites le mur ! (Exit Through the Gift Shop)
  - Gareth Edwards (Réalisateur / Scénariste) – Monsters
  - Nick Whitfield (Réalisateur / Scénariste) – Skeletons
- 2012 : Paddy Considine (réalisateur), Diarmid Scrimshaw (producteur) – Tyrannosaur
  - Joe Cornish (réalisateur/scénariste) – Attack the Block
  - Will Sharpe (réalisateur/scénariste), Tom Kingsley (réalisateur), Sarah Brocklehurst (producteur) – Black Pond
  - Ralph Fiennes (réalisateur) – Coriolanus
- 2013 : Bart Layton (réalisateur) – The Imposter
  - James Bobin (réalisateur) – Les Muppets, le retour (The Muppets)
  - Dexter Fletcher (réalisateur / scénariste) – Wild Bill
  - Tina Gharavi (réalisateur / scénariste) – I Am Nasrine
  - David Morris (réalisateur) – McCullin
  - Richard Ayoade (réalisateur/scénariste) – Submarine
- 2014 : Kieran Evans (réalisateur et scénariste) – Kelly + Victor
  - Colin Carberry et Glenn Patterson (scénaristes) – Good Vibrations
  - Scott Graham (réalisateur et scénariste) – Shell
  - Kelly Marcel (scénariste) – Dans l'ombre de Mary (Saving Mr. Banks)
  - Paul Wright (réalisateur et scénariste) et Polly Stokes (productrice) – For Those in Peril
- 2015 : Stephen Beresford (en) (scénariste) et David Livingstone (producteur) – Pride
  - Elaine Constantine (réalisateur et scénariste) – Northern Soul
  - Yann Demange (réalisateur) et Gregory Burke (scénariste) – '71
  - Hong Khaou (réalisateur et scénariste) – Lilting ou la délicatesse (Lilting)
  - Paul Katis (réalisateur) et Andrew De Lothbiniere (producteur) – En terrain miné
- 2016 : Naji Abu Nowar (scénariste et réalisateur) et Rupert Lloyd (producteur) – Theeb (ذيب)
  - Stephen Fingleton (scénariste et réalisateur) – The Survivalist
  - Alex Garland (réalisateur) – Ex machina
  - Debbie Tucker Green (scénariste et réalisateur) – Second Coming
  - Sean McAllister (réalisateur et producteur) et Elhum Shakerifar (producteur) – A Syrian Love Story
- 2017 : Babak Anvari (scénariste et réalisateur), Emily Leo, Oliver Roskill et Lucan Toh (Producteurs) – Under the Shadow
  - Mike Carey (scénariste) et Camille Gatin (producteur) pour The Last Girl : Celle qui a tous les dons
  - George Amponsah (scénariste, réalisateur et producteur) et Dionne Walker (scénariste et producteur) pour The Hard Stop (en)
  - Peter Middleton (scénariste, réalisateur et producteur), James Spinney (scénariste et réalisateur) and Jo-Jo Ellison (producteur) – Notes on Blindness (en)
  - John Donnelly (scénariste) et Ben A. Williams (réalisateur) – The Pass
- 2018 : Rungano Nyoni (scénariste et réalisateur), Emily Morgan (producteurs) - I Am Not a Witch
  - Gareth Tunley (scénariste, réalisateur et producteur), Jack Healy Guttman et Tom Meeten (producteurs) - The Ghoul
  - Johnny Harris (scénariste, réalisateur), Thomas Napper (réalisateur) - Jawbone
  - Lucy Cohen (réalisateur) - Kingdom Of Us
  - Alice Birch (scénariste), William Oldroyd (réalisateur), Fodhla Cronin O'Reilly (producteurs) - The Young Lady
- 2019 : Michael Pearce (scénariste/réalisateur), Lauren Dark (producteur) – Jersey Affair (Beast)
  - Daniel Kokotajilo (scénariste/réalisateur) – Apostasy (en)
  - Chris Kelly (scénariste/réalisateur/producteur) – A Cambodian Spring
  - Leanne Welham (scénariste/réalisateur), Sophie Harman (producteur) – Pili
  - Richard Billingham (scénariste/réalisateur), Jacqui Davies (producteur) – Ray & Liz

### Années 2020
- 2020 : Matt Jenkin (scénariste/réalisateur), Kate Byers et Linn Waite (productrices) – Bait
  - Waad al-Kateab (réalisatrice/productrice) et Edward Watts (réalisateur) – Pour Sama
  - Alex Holmes (réalisateur) – Maiden
  - Harry Wooliff (scénariste/réalisateur) – Only You
  - Alvaro Delgado Aparicio (scénariste/réalisateur) – Mon père (Retablo)

- 2021 : Remi Weekes (scénariste/réalisateur) – His House
  - Ben Sharrock (scénariste/réalisateur) et Irune Gurtubai (productrice) – Limbo
  - Jack Sidey (scénariste/producteur) – Moffie
  - Theresa Ikoko et Claire Wilson (scénaristes) – Rocks
  - Rose Glass (scénariste/réalisatrice) et Oliver Kassman (producteur) – Saint Maud

- 2022 : The Harder They Fall – Jeymes Samuel (scénariste/réalisateur)
  - After Love – Aleem Khan (scénariste/réalisateur)
  - The Chef  (Boiling Point) – James Cummings (scénariste) et Hester Ruoff (producteur)
  - Keyboard Fantasies – Posy Dixon (scénariste/réalisateur) et Liv Proctor (producteur)
  - Clair-obscur (Passing) – Rebecca Hall (scénariste/réalisateur)

- 2023 : Charlotte Wells pour Aftersun
  - Georgia Oakley pour Blue Jean
  - Marie Lidén pour Electric Malady
  - Katy Brand pour Mes rendez-vous avec Leo ('Good Luck to You, Leo Grande)
  - Maia Kenworthy pour Rebellion

- 2024 : Earth Mama – Savanah Leaf (en) (scénariste, réalisateur, producteur), Shirley O'Connor (producteur) et Medb Riordan (producteur)
  - Blue Bag Life – Lisa Selby (réalisateur), Rebecca Lloyd-Evans (réalisateur, producteur) et Alex Fry (producteur)
  - Bobi Wine: The People's President – Christopher Sharp (réalisateur)
  - How to Have Sex – Molly Manning Walker (scénariste, réalisateur)
  - Is There Anybody Out There? – Ella Glendining (réalisateur)

- 2025 : Kneecap – Rich Peppiatt (scénariste, réalisateur)
  - Hoard – Luna Carmoon (scénariste, réalisateur)
  - Monkey Man – Dev Patel (réalisateur)
  - Santosh – Sandhya Suri (scénariste, réalisateur) , James Bowsher (producteur) et Balthazar De Ganay (producteur)
  - Sister Midnight – Karan Kandhari (scénariste, réalisateur)